# Canton de Bitche
Le canton de Bitche est une circonscription électorale française située dans le département de la Moselle, en Lorraine, dans la région administrative Grand Est.

## Géographie
Ce canton est organisé autour de Bitche dans l'arrondissement de Sarreguemines. Son altitude varie de 190 m (Bærenthal) à 510 m (Philippsbourg).

## Histoire

### Avant 2015
En 1790 Bitche devient chef-lieu d'un canton comprenant les communes de : Bitche, Éguelshardt, Hanviller, Haspelschiedt, Reyersviller, Roppeviller, Schorbach, Sturzelbronn.
Puis en 1793 le canton est agrandi par Baerenthal et Philippsbourg issus du comté de Hanau et qui viennent d'être réunis à la France.
En 1802 à la suite de la suppression des cantons de Breidenbach et de Lemberg, le canton reçoit les communes suivantes : Althorn, Erlenbrunn, Eppenbrunn, Goetzenbruck, Lemberg (avec Saint-Louis-lès-Bitche), Ludwigswinkel, Meisenthal, Mouterhouse, Niedersimten, Obersimten, Obersteinbach, Petersbächel et Sarreinsberg.
C'est ainsi qu'en 1802 le canton de Bitche composé de 23 communes compte 10854 habitants.
En 1810, Althorn est rattaché à Mouterhouse, Erlenbrunn et Obersimten à Niedersimten et Philippsbourg à Baerenthal, puis en 1811 Sarreinsberg à Goetzenbruck.
En 1815 à la suite du congrès de Vienne la France est ramenée à ses frontières de 1791 et les communes de Eppenbrunn, Ludwigswinkel, Niedersimten (avec Erlenbrunn et Obersimten), Obersteinbach et Petersbächel sont cédées à la Bavière. Obersteinbach sera de retour dans le canton en 1825 mais sera donné au département du Bas-Rhin en 1833.
En 1834 le canton est agrandi par la venue de Liederschiedt du canton de Volmunster. En 1837, Althorn est détaché de Mouterhouse et Sarreinsberg est transféré de Goetzenbruck à Althorn, l'année suivante Sarreinsberg devient le chef-lieu et Althorn l'annexe. En 1845, Saint-Louis-lès-Bitche est détaché de Lemberg et en 1874 Philippsbourg de Baerenthal. Enfin en 1947, Sarreinsberg (avec Althorn) est rattaché à Goetzenbruck.
À partir de 1947, le canton de Bitche est composé de 16 communes.

### Le redécoupage de 2015
Un nouveau découpage territorial de la Moselle entre en vigueur à l'occasion des élections départementales de 2015. Il est défini par le décret du 18 février 2014, en application des lois du 17 mai 2013 (loi organique 2013-402 et loi 2013-403). Les conseillers départementaux sont, à compter de ces élections, élus au scrutin majoritaire binominal mixte. Ce nouveau mode de scrutin nécessite un redécoupage des cantons dont le nombre est divisé par deux avec arrondi à l'unité impaire supérieure si ce nombre n'est pas entier impair, assorti de conditions de seuils minimaux. Dans la Moselle, le nombre de cantons passe ainsi de 51 à 27.
Le canton de Bitche est conservé et s'agrandit. Il passe de 16 à 46 communes. Il est désormais formé des communes des anciens cantons de Bitche (16 communes), de Rohrbach-lès-Bitche (14 communes) et de Volmunster (16 communes), la commune de Kalhausen passe dans le canton de Sarreguemines. Ce nouveau canton est entièrement inclus dans l'arrondissement de Sarreguemines et forme un ensemble culturel cohérent : le pays de Bitche. Le bureau centralisateur est situé à Bitche.

## Langue
D'après un recensement de 1962, le canton comptait 80 à 90 % de locuteurs du francique lorrain. Après cette date, les recensements de l'INSEE ont arrêté de poser la question de la langue maternelle au citoyen enquêté.

## Représentation

### Conseillers généraux de 1833 à 2015
| Période | Période      | Identité                            | Étiquette                 | Qualité                                                            |
| ------- | ------------ | ----------------------------------- | ------------------------- | ------------------------------------------------------------------ |
| 1833    | 1842         | François Antoine Seiler (1786-1864) |                           | Propriétaire de la cristallerie de Saint-Louis                     |
| 1842    | 1852         | Louis Lorin                         |                           | Directeur de la verrerie de Saint-Louis Propriétaire à Metz        |
| 1852    | 1871         | Adolphe Marcus                      |                           | Ancien directeur de la verrerie de Saint-Louis Propriétaire à Metz |
| 1871    | 1919         | Annexion allemande                  |                           |                                                                    |
| 1919    | 1923 (décès) | Ignace Müller                       | URL                       | Maire de Bitche                                                    |
| 1923    | 1937         | Jean Stuhl                          | URD                       | Général, propriétaire à Haspelschiedt Sénateur (1920-1941)         |
| 1937    | 1940         | Léon Schell                         | Ind.                      | Pharmacien à Bitche                                                |
| 1940    | 1944         | Annexion allemande                  |                           |                                                                    |
| 1945    | 1949         | Léon Schell                         | RI                        | Pharmacien à Bitche                                                |
| 1949    | 1955         | Joseph Lang                         | RPF puis RS               | Maire de Bitche (1947-1959)                                        |
| 1955    | 1979         | Robert Niederberger                 | MRP puis DVD puis UDF-CDS | Entrepreneur de transports Maire de Mouterhouse                    |
| 1979    | 1998         | Joseph Schaefer                     | DVD                       | Notaire Maire de Bitche (1977-1995 et 1998-2001)                   |
| 1998    | 2011         | Gilbert Maurer                      | PS                        | Enseignant Maire de Gœtzenbruck Député (1997-2002)                 |
| 2011    | 2015         | Gérard Humbert                      | DVD-UDI                   | Enseignant, maire de Bitche (2008-2020)                            |

### Conseillers d'arrondissement (de 1833 à 1940)
Le canton de Bitche avait trois conseillers d'arrondissement de 1919 à 1931.
| Période                                  | Période      | Identité                     | Étiquette | Qualité |
| ---------------------------------------- | ------------ | ---------------------------- | --------- | --- |
| 1833                                     |              | Émile Boulard                |           | Juge de paix à Bitche                                                                                       |
|                                          |              |                              |           | |
| 1848                                     |              | Jean-Nicolas Mauss           |           | Cultivateur, maire de Liederschiedt                                                                         |
|                                          |              |                              |           | |
| 1919                                     | 1940         | Alexandre Jochem             |           | Expéditeur puis rentier à Bitche                                                                            |
| 1919                                     | 1931         | Nicolas Pinck                |           | Propriétaire à Lemberg                                                                                      |
| 1919                                     | 1931         | Louis Schuster               |           | Médecin, maire de Goetzenbruck                                                                              |
| 1931                                     | 1938 (décès) | Louis Rémy (1870-1938)       |           | Cultivateur, maire de Bitche                                                                                |
| avril 1938                               | 1940         | Auguste Heilmann (1897-1979) | URD       | Secrétaire de mairie à Bitche                                                                               |
| 1940                                     |              |                              |           | Les conseils d'arrondissement ont été suspendus par la loi du 12 octobre 1940 et n'ont jamais été réactivés |
| Les données manquantes sont à compléter. |              |                              |           | |

### Conseillers départementaux à partir de 2015
| Période élective | Période élective | Mandat | Mandat   | Identité          | Nuance | Nuance | Qualité |
| ---------------- | ---------------- | ------ | -------- | ----------------- | ------ | ------ | --- |
| 2015             | 2021             | 2015   | 2021     | Anne Mazuy-Harter |        | DVD    | Cadre territorial, Gros-Réderching |
| 2015             | 2021             | 2015   | 2021     | David Suck        |        | MR     | Vice-président du département, adjoint au maire de Volmunster Ancien conseiller général du Canton de Volmunster (2008-2015), Président de la Communauté de communes du Pays de Bitche |
| 2021             | 2028             | 2021   | en cours | Sophie Pastor     |        | DVC    | Professeure des écoles, Bitche |
| 2021             | 2028             | 2021   | en cours | David Suck        |        | MR     | Conseiller sortant, 3ème Vice-Président du conseil départemental |

### Résultats détaillés

#### Élections de mars 2015
À l'issue du 1er tour des élections départementales de 2015, deux binômes sont en ballottage : Anne Mazuy-Harter et David Suck (UDI, 25,52 %) et Christelle Burgun et Vincent Seitlinger (DVD, 23,66 %). Le taux de participation est de 55,27 % (14 847 votants sur 26 862 inscrits) contre 44,87 % au niveau départemental et 50,17 % au niveau national.
Au second tour, Anne Mazuy-Harter et David Suck (UDI) sont élus avec 51,4 % des suffrages exprimés et un taux de participation de 51,71 % (6 637 voix pour 13 888 votants et 26 859 inscrits).
David Suck est membre du MRSL.

#### Élections de juin 2021
Le premier tour des élections départementales de 2021 est marqué par un très faible taux de participation (33,26 % au niveau national). Dans le canton de Bitche, ce taux de participation est de 32,7 % (8 504 votants sur 26 005 inscrits) contre 26,75 % au niveau départemental. À l'issue de ce premier tour, deux binômes sont en ballottage : Sophie Pastor et David Suck (Union au centre et à droite, 48,21 %) et Michel Botzung et Anne Mazuy (DVD, 33,11 %).
Le second tour des élections est marqué une nouvelle fois par une abstention massive équivalente au premier tour. Les taux de participation sont de 34,36 % au niveau national, 27,16 % dans le département et 34,49 % dans le canton de Bitche. Sophie Pastor et David Suck (Union au centre et à droite) sont élus avec 54,26 % des suffrages exprimés (4 594 voix pour 8 970 votants et 26 009 inscrits),,.

## Composition

### Composition initiale de 1790

Situation du canton de Bitche dans le district de Bitche en 1790.

Le canton initial de Bitche regroupait 8 communes et comptait 5 407 habitants (recensement de 1793).
| Nom           | Population (1793) |
| ------------- | ----------------- |
| Bitche        | 2 480             |
| Éguelshardt   | 248               |
| Hanviller     | 391               |
| Haspelschiedt | 511               |
| Reyersviller  | 388               |
| Roppeviller   | 320               |
| Schorbach     | 888               |
| Sturzelbronn  | 181               |

### Composition de 1947 à 2015

Situation du canton de Bitche dans l'arrondissement de Sarreguemines avant 2015.

L'ancien canton de Bitche regroupait 16 communes.
| Nom                    | Code Insee | Codepostal | Superficie (km2) | Population (dernière pop. légale) | Densité (hab./km2) |
| ---------------------- | ---------- | ---------- | ---------------- | --------------------------------- | ------------------ |
| Bitche (chef-lieu)     | 57089      | 57230      | 41,13            | 5 267 (2012)                      | 128                |
| Baerenthal             | 57046      | 57230      | 39,19            | 780 (2012)                        | 20                 |
| Éguelshardt            | 57188      | 57230      | 16,80            | 445 (2012)                        | 26                 |
| Goetzenbruck           | 57250      | 57620      | 8,12             | 1 638 (2012)                      | 202                |
| Hanviller              | 57294      | 57230      | 8,66             | 224 (2012)                        | 26                 |
| Haspelschiedt          | 57301      | 57230      | 25,20            | 295 (2012)                        | 12                 |
| Lemberg                | 57390      | 57620      | 10,94            | 1 493 (2012)                      | 136                |
| Liederschiedt          | 57402      | 57230      | 5,99             | 137 (2012)                        | 23                 |
| Meisenthal             | 57456      | 57960      | 6,36             | 691 (2012)                        | 109                |
| Mouterhouse            | 57489      | 57620      | 42,60            | 279 (2012)                        | 6,5                |
| Philippsbourg          | 57541      | 57230      | 23,71            | 627 (2012)                        | 26                 |
| Reyersviller           | 57577      | 57230      | 8,32             | 366 (2012)                        | 44                 |
| Roppeviller            | 57594      | 57230      | 13,77            | 129 (2012)                        | 9,4                |
| Saint-Louis-lès-Bitche | 57619      | 57620      | 4,53             | 520 (2012)                        | 115                |
| Schorbach              | 57639      | 57230      | 13,36            | 559 (2012)                        | 42                 |
| Sturzelbronn           | 57661      | 57230      | 32,51            | 181 (2012)                        | 5,6                |

### Composition depuis 2015
Depuis 2015, le canton de Bitche comprend quarante-six communes entières.
| Nom                            | Code Insee | Intercommunalité     | Superficie (km2) | Population (dernière pop. légale) | Densité (hab./km2) | Modifier                                    |
| ------------------------------ | ---------- | -------------------- | ---------------- | --------------------------------- | ------------------ | ------------------------------------------- |
| Bitche (bureau centralisateur) | 57089      | CC du Pays de Bitche | 41,13            | 4 899 (2022)                      | 119                | modifier les données · modifier les données |
| Achen                          | 57006      | CC du Pays de Bitche | 12,12            | 970 (2022)                        | 80                 | modifier les données · modifier les données |
| Baerenthal                     | 57046      | CC du Pays de Bitche | 39,19            | 742 (2022)                        | 19                 | modifier les données · modifier les données |
| Bettviller                     | 57074      | CC du Pays de Bitche | 18,41            | 819 (2022)                        | 44                 | modifier les données · modifier les données |
| Bining                         | 57083      | CC du Pays de Bitche | 15,91            | 1 173 (2022)                      | 74                 | modifier les données · modifier les données |
| Bousseviller                   | 57103      | CC du Pays de Bitche | 4,01             | 115 (2022)                        | 29                 | modifier les données · modifier les données |
| Breidenbach                    | 57108      | CC du Pays de Bitche | 10,89            | 310 (2022)                        | 28                 | modifier les données · modifier les données |
| Éguelshardt                    | 57188      | CC du Pays de Bitche | 16,80            | 443 (2022)                        | 26                 | modifier les données · modifier les données |
| Enchenberg                     | 57192      | CC du Pays de Bitche | 9,73             | 1 210 (2022)                      | 124                | modifier les données · modifier les données |
| Epping                         | 57195      | CC du Pays de Bitche | 10,65            | 566 (2022)                        | 53                 | modifier les données · modifier les données |
| Erching                        | 57196      | CC du Pays de Bitche | 6,76             | 418 (2022)                        | 62                 | modifier les données · modifier les données |
| Etting                         | 57201      | CC du Pays de Bitche | 7,06             | 714 (2022)                        | 101                | modifier les données · modifier les données |
| Goetzenbruck                   | 57250      | CC du Pays de Bitche | 8,12             | 1 464 (2022)                      | 180                | modifier les données · modifier les données |
| Gros-Réderching                | 57261      | CC du Pays de Bitche | 15,73            | 1 273 (2022)                      | 81                 | modifier les données · modifier les données |
| Hanviller                      | 57294      | CC du Pays de Bitche | 8,66             | 189 (2022)                        | 22                 | modifier les données · modifier les données |
| Haspelschiedt                  | 57301      | CC du Pays de Bitche | 25,20            | 292 (2022)                        | 12                 | modifier les données · modifier les données |
| Hottviller                     | 57338      | CC du Pays de Bitche | 8,36             | 505 (2022)                        | 60                 | modifier les données · modifier les données |
| Lambach                        | 57376      | CC du Pays de Bitche | 5,54             | 475 (2022)                        | 86                 | modifier les données · modifier les données |
| Lemberg                        | 57390      | CC du Pays de Bitche | 10,94            | 1 427 (2022)                      | 130                | modifier les données · modifier les données |
| Lengelsheim                    | 57393      | CC du Pays de Bitche | 5,30             | 189 (2022)                        | 36                 | modifier les données · modifier les données |
| Liederschiedt                  | 57402      | CC du Pays de Bitche | 5,99             | 117 (2022)                        | 20                 | modifier les données · modifier les données |
| Loutzviller                    | 57421      | CC du Pays de Bitche | 3,22             | 152 (2022)                        | 47                 | modifier les données · modifier les données |
| Meisenthal                     | 57456      | CC du Pays de Bitche | 6,36             | 641 (2022)                        | 101                | modifier les données · modifier les données |
| Montbronn                      | 57477      | CC du Pays de Bitche | 14,99            | 1 583 (2022)                      | 106                | modifier les données · modifier les données |
| Mouterhouse                    | 57489      | CC du Pays de Bitche | 42,60            | 273 (2022)                        | 6,4                | modifier les données · modifier les données |
| Nousseviller-lès-Bitche        | 57513      | CC du Pays de Bitche | 4,86             | 155 (2022)                        | 32                 | modifier les données · modifier les données |
| Obergailbach                   | 57517      | CC du Pays de Bitche | 8,99             | 270 (2022)                        | 30                 | modifier les données · modifier les données |
| Ormersviller                   | 57526      | CC du Pays de Bitche | 7,30             | 383 (2022)                        | 52                 | modifier les données · modifier les données |
| Petit-Réderching               | 57535      | CC du Pays de Bitche | 11,00            | 1 416 (2022)                      | 129                | modifier les données · modifier les données |
| Philippsbourg                  | 57541      | CC du Pays de Bitche | 23,71            | 615 (2022)                        | 26                 | modifier les données · modifier les données |
| Rahling                        | 57561      | CC du Pays de Bitche | 21,30            | 720 (2022)                        | 34                 | modifier les données · modifier les données |
| Reyersviller                   | 57577      | CC du Pays de Bitche | 8,32             | 380 (2022)                        | 46                 | modifier les données · modifier les données |
| Rimling                        | 57584      | CC du Pays de Bitche | 13,26            | 631 (2022)                        | 48                 | modifier les données · modifier les données |
| Rohrbach-lès-Bitche            | 57589      | CC du Pays de Bitche | 13,28            | 2 290 (2022)                      | 172                | modifier les données · modifier les données |
| Rolbing                        | 57590      | CC du Pays de Bitche | 5,97             | 259 (2022)                        | 43                 | modifier les données · modifier les données |
| Roppeviller                    | 57594      | CC du Pays de Bitche | 13,77            | 96 (2022)                         | 7,0                | modifier les données · modifier les données |
| Saint-Louis-lès-Bitche         | 57619      | CC du Pays de Bitche | 4,53             | 463 (2022)                        | 102                | modifier les données · modifier les données |
| Schmittviller                  | 57636      | CC du Pays de Bitche | 2,33             | 335 (2022)                        | 144                | modifier les données · modifier les données |
| Schorbach                      | 57639      | CC du Pays de Bitche | 13,36            | 541 (2022)                        | 40                 | modifier les données · modifier les données |
| Schweyen                       | 57641      | CC du Pays de Bitche | 11,35            | 319 (2022)                        | 28                 | modifier les données · modifier les données |
| Siersthal                      | 57651      | CC du Pays de Bitche | 10,51            | 644 (2022)                        | 61                 | modifier les données · modifier les données |
| Soucht                         | 57658      | CC du Pays de Bitche | 10,75            | 1 024 (2022)                      | 95                 | modifier les données · modifier les données |
| Sturzelbronn                   | 57661      | CC du Pays de Bitche | 32,51            | 168 (2022)                        | 5,2                | modifier les données · modifier les données |
| Volmunster                     | 57732      | CC du Pays de Bitche | 14,91            | 774 (2022)                        | 52                 | modifier les données · modifier les données |
| Waldhouse                      | 57738      | CC du Pays de Bitche | 6,58             | 350 (2022)                        | 53                 | modifier les données · modifier les données |
| Walschbronn                    | 57741      | CC du Pays de Bitche | 10,11            | 392 (2022)                        | 39                 | modifier les données · modifier les données |
| Canton de Bitche               | 5702       |                      | 602,37           | 33 184 (2022)                     | 55                 | modifier les données                        |

## Démographie

### Démographie avant 2015
| 1962   | 1968   | 1975   | 1982   | 1990   | 1999   | 2006   | 2011   | 2012   |
| ------ | ------ | ------ | ------ | ------ | ------ | ------ | ------ | ------ |
| 13 446 | 14 269 | 14 079 | 14 270 | 14 093 | 14 228 | 14 090 | 13 749 | 13 631 |

### Démographie depuis 2015
En 2022, le canton comptait 33 184 habitants, en évolution de −3,9 % par rapport à 2016 (Moselle : +0,52 %, France hors Mayotte : +2,11 %).
| 2013   | 2018   | 2022   |
| ------ | ------ | ------ |
| 34 693 | 34 069 | 33 184 |